# Cultură microbiologică

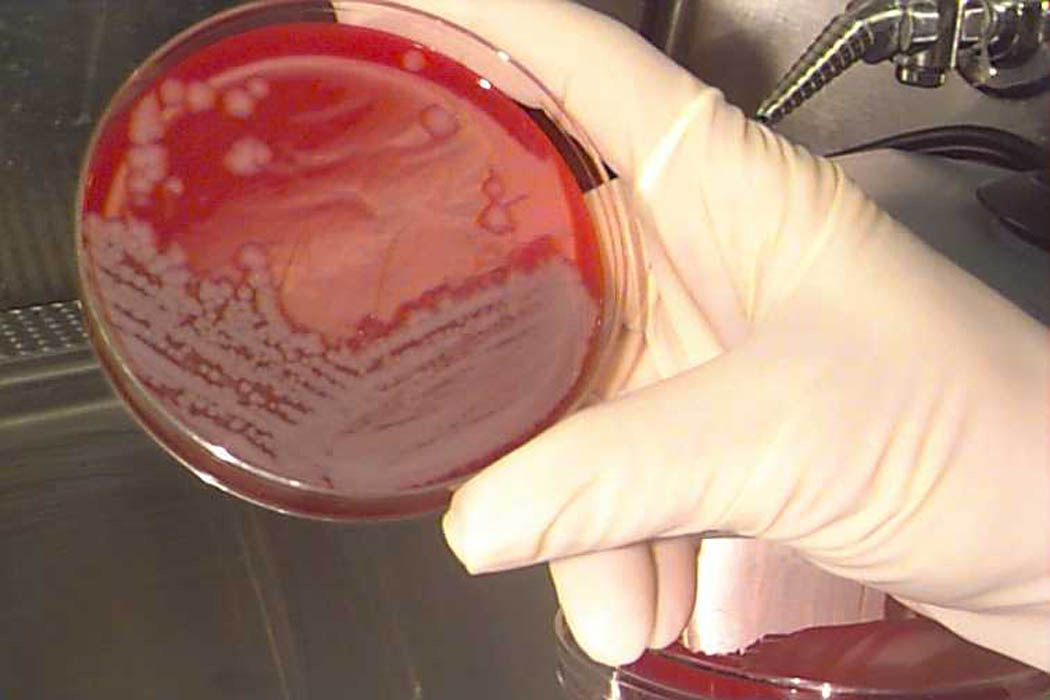
Cultură de Bacillus anthracis (bacilul cărbunos).

O cultură microbiologică sau o cultură microbiană este o metodă utilizată în microbiologie pentru multiplicarea 
organismelor microbiene, cu scopul de a produce reproducerea predeterminată a acestora pe un mediu de cultură, în condiții controlate, de laborator. Culturile microbiene sunt unele dintre cele mai folositoare metode de diagnostic în laborator, însă au o mare importanță și în cercetarea în domeniul biologiei moleculare. Culturile microbiene sunt utilizate pentru identificarea unui organism și pentru determinarea abundenței sale într-o probă de analizat. Este una dintre metodele primare de diagnostic microbiologic, fiind extrem de folositoare în determinarea agentului etiologic al unei boli infecțioase.